# Thury-en-Valois

Thury-en-Valois este o comună în departamentul Oise, Franța. În 1 ianuarie 2022 avea o populație de 466 de locuitori.